# Rubus ohmineanus
Rubus ohmineanus är en rosväxtart som beskrevs av Gen-Iti Koidzumi. Rubus ohmineanus ingår i släktet rubusar, och familjen rosväxter. Inga underarter finns listade i Catalogue of Life.